# Agência de Notícias da Guiné
A Agência de Notícias da Guiné (ANG) é uma agência noticiosa guineense, cuja sede está situada em Bissau. O seu atual diretor-geral é Salvador Gomes.

## História
A agência foi constituída a 20 de agosto de 1975, um ano após o fim da Guerra de Independência da Guiné-Bissau. A agência é membro da Aliança das Agências de Informação de Língua Portuguesa e da Federação Atlântica das Agências de Notícias Africanas.